# Phyllolabis pubipennis
Phyllolabis pubipennis är en tvåvingeart som beskrevs av Paul Lackschewitz 1940. Phyllolabis pubipennis ingår i släktet Phyllolabis och familjen småharkrankar. Inga underarter finns listade i Catalogue of Life.